# جون كاميرون (سياسي أسترالي)
جون كاميرون (بالإنجليزية: John Cameron)‏ هو سياسي أسترالي، ولد في 19 أكتوبر 1834، وتوفي في 24 مارس 1902.